# Acontia bella
Acontia bella är en fjärilsart som beskrevs av Barnes och Benjamin 1922. Acontia bella ingår i släktet Acontia och familjen nattflyn. Inga underarter finns listade i Catalogue of Life.